# Vestmanna
Vestmanna (danois : Vestmannahavn) est une commune et une ville des îles Féroé à l'ouest de l'île de Streymoy. C'était autrefois un port de ferry, jusqu'à ce qu'un tunnel sous-marin soit construit de Vágar à Kvívík et Stykkið. Les falaises à l'ouest de Vestmanna, Vestmannabjørgini sont très populaires pour des excursions en bateau.

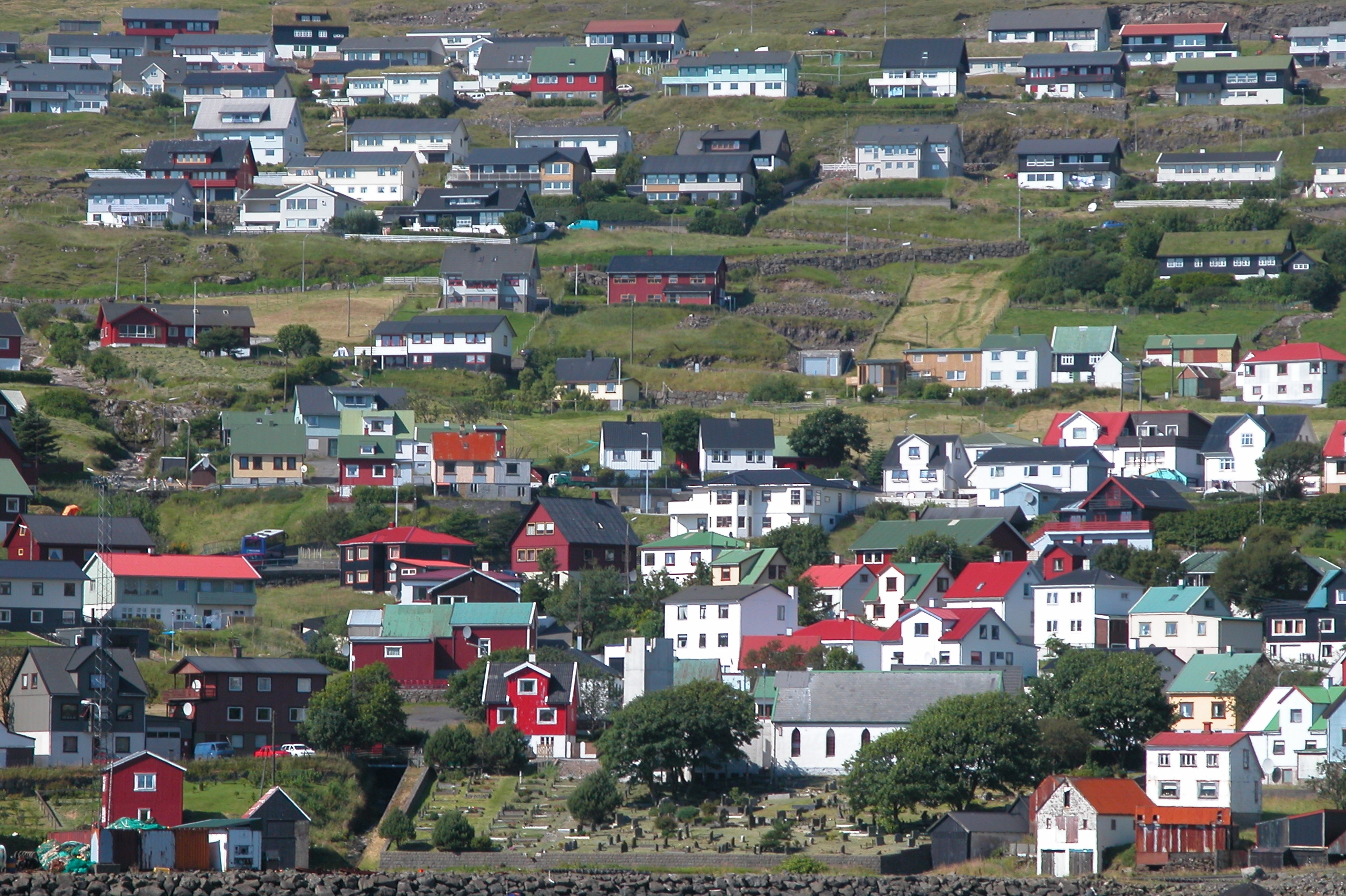
Le centre-ville de Vestmanna.